# 浦井健治
浦井 健治（うらい けんじ、1981年8月6日 - ）は、日本の俳優。StarSのメンバー。愛称は、ウラケン。
東京都出身。血液型はA型。所属事務所はキャンディット。所属レーベルはavex。

## 来歴
- 2000年、特撮ドラマ『仮面ライダークウガ』でン・ダグバ・ゼバ役として俳優デビュー。
- 2006年に『アルジャーノンに花束を』や『マイ・フェア・レディ』の演技が評価され、第三十一回菊田一夫演劇賞受賞。
- 2008年6月1日、所属事務所オフィスパレットからキャンディットへ移籍。
- 2009年、第44回紀伊國屋演劇賞 個人賞受賞[注 1]。
- 2010年、第17回読売演劇大賞 杉村春子賞受賞[注 2]。
- 2013年、井上芳雄、山崎育三郎とStarSというユニットを結成し、CDリリースやコンサートを開催。翌年にStarSのメンバーとして、第5回岩谷時子・奨励賞を受賞。
- 2015年、第22回読売演劇大賞 最優秀男優賞を受賞[注 3][2]。
- 2016年8月、avexよりCDデビューを果たす[1]。
- 2017年、第67回芸術選奨文部科学大臣新人賞を受賞[注 4][3]。

## 人物
- 『仮面ライダークウガ』の出演後に「HERO730」[注 5]のメンバーになるが、悪役出身ということがあり、とても戸惑ったという。
- 子供に童話を聞かせるのが趣味。
- 特技はサッカー、水泳、けん玉。

## 出演
※太字は主演

### テレビドラマ
- 仮面ライダークウガ 第40 - 48話 （2000年、テレビ朝日系） - ン・ダグバ・ゼバ 役
  - 仮面ライダークウガ 特別篇 （2000年）- ン・ダグバ・ゼバの声
- ドラマ30 愛の110番（2003年、CBC / TBS系） - 崎田大五郎 役
- 新解釈・日本史（2014年、毎日放送 / TBS系）
- アオイホノオ（2014年、テレビ東京） - 矢野ケンタロー 役
- MOZUスピンオフドラマ『大杉探偵事務所』砕かれた過去編（2015年11月、WOWOW） - 佐藤恒吉 役[4]
- いつかこの恋を思い出してきっと泣いてしまう（2016年1月18日 - 3月21日、フジテレビ） - 神部正平 役
- ウレロ☆無限大少女 第4話・第5話（2016年1月30日・2月6日、テレビ東京） - 的田マコト 役
- 女くどき飯 Season 2 第7話（2016年、毎日放送） - 瀬田秀行 役
- 世にも奇妙な物語 '16春の特別編「美人税」（2016年5月28日、フジテレビ） - 野々村健一 役 [5]
- 勇者ヨシヒコと導かれし七人 第7話（2016年11月18日、テレビ東京） - 警察官 役
- アイドル×戦士ミラクルちゅーんず! 第2話（2017年4月9日、テレビ東京） - 岡田先生 役
- 釣りバカ日誌 Season2 新米社員浜崎伝助（2017年4月21日 - 6月16日、テレビ東京） - 藤岡祐一郎 役
- 私のおじさん〜WATAOJI〜 第6話（2019年2月22日、テレビ朝日） - 神渡真司 役

### 配信ドラマ
- ニーチェ先生（2016年1月、Hulu） - 主演・松駒 役

### ラジオ
- 浦井健治のDressing Room（毎週日曜日 21:30〜22:00、ニッポン放送(AM 1242kHz／FM 93.0MHz)）
- ラジオシアター〜文学の扉（TBSラジオ）- 過去8回ゲスト出演

### ウェブラジオ
- 浦井健治のココバナカフェ（2024年9月 - 、GLOWDIA Podcast）[6]

### バラエティ
- 最高!ブギウギナイト（2003年5月16日 - 9月12日、テレビ東京系） - Y.M.G.A.のメンバーの一人として出演
- 『世界ウルルン滞在記』#447「インド・最強の筋肉鍛錬「クシュティ」に…浦井健治が出会った」（2005年4月17日、毎日放送）
- 世界ふれあい街歩き

### CM
- コカ・コーラ『オリンピック編』（2000年9月）
- J-PHONE『ファミリーパック 家族でパック編』（2001年2月 - 4月）

### 舞台
- ミュージカル「美少女戦士セーラームーン」 - 地場衛 / タキシード仮面 役 ※6代目（サンシャイン劇場 他）
  - 誕生! 暗黒のプリンセス ブラック・レディ（2001年7月20日 - 8月26日）
  - 誕生! 暗黒のプリンセス ブラック・レディ 【改訂版】 惑星ネメシスの謎（2002年1月2日 - 15日）
  - 10th ANNIVERSARY Festival（2002年3月24日 - 31日）
  - 無限学園 〜ミストレス・ラビリンス〜（2002年7月21日 - 9月1日）
- 「お弁当、温めますか?」（2002年）
- 「結婚詐欺株式会社」（2003年、天王洲 銀河劇場）
- ミュージカル「阿国 -OKUNI-」 - 一蔵 役
  - （2003年）
  - （2005年5月、愛・地球博特設ステージ）
- ミュージカル「エリザベート」 - 皇太子ルドルフ 役
  - （2004年3月6日 - 5月30日、帝国劇場 / 8月1日 - 30日、中日劇場 / 10月2日 - 28日、博多座 / 11月3日 - 12月12日、梅田コマ劇場） - パク・トンハ とWキャスト
  - （2005年9月1日 - 30日、帝国劇場） - 井上芳雄、パク・トンハ とトリプルキャスト
  - （2006年5月3日 - 28日、日生劇場） - パク・トンハ とWキャスト
  - （2008年8月3日 - 28日、中日劇場 / 9月3日 - 28日、博多座 / 11月3日 - 12月25日、帝国劇場 / 2009年1月8日 - 2月2日、梅田芸術劇場）- 伊礼彼方 とWキャスト
  - （2010年10月4日 - 30日、帝国劇場）- 伊礼彼方（9月）、田代万里生（8月） とトリプルキャスト
- RHYTHM RHYTHM RHYTHM（2004年、天王洲 銀河劇場）
- オフブロードウェイ「SHAKESPEARE'S R&J」（2005年）
- ミュージカル「シンデレラ・ストーリー」再演 - 王子チャールズ 役（2005年5月17日 - 6月5日、ル・テアトル銀座）
- ミュージカル「マイ・フェア・レディ」 - フレディ 役
  - （2005年11月4日 - 28日、帝国劇場）
  - （2007年4月21日 - 29日、中日劇場 / 5月3日 - 7月7日、全国24都市ツアー）
- ミュージカル「アルジャーノンに花束を」（荻田浩一版） - チャーリィ・ゴードン 役
  - 初演（2006年2月22日 - 3月10日、博品館劇場 / 静岡市民文化会館 / 大阪厚生年金会館 / 愛知厚生年金会館）
  - 再演（2014年9月 - 10月、天王洲銀河劇場 / サンケイホールブリーゼ）
  - （2023年4月27日 - 5月7日、日本青年館ホール / 5月13日・14日、COOL JAPAN PARK OSAKA WWホール）[7]※予定
- ミュージカル「ダンス・オブ・ヴァンパイア」 - 助手・アルフレート 役
  - 初演（2006年7月2日 - 8月27日、帝国劇場） - 泉見洋平 とWキャスト
  - 再演（2009年7月5日 - 8月26日、帝国劇場 / 9月2日 - 27日、博多座） - 泉見洋平 とWキャスト
  - 再再演（2011年11月27日 - 12月24日、帝国劇場 / 2012年1月7日 - 1月12日、梅田芸術劇場メインホール） - 山崎育三郎 とWキャスト
- 「BURN THIS =焼却処分=」 - ラリー 役（2006年11月、青山円形劇場）
- ミュージカル「タイタニック」初演 - ジム・ファレル 役（2007年1月15日 - 2月4日、東京国際フォーラム）
- LOVE LETTERS（2007年7月、PARCO劇場）
- ストレートプレイ「暗くなるまで待って」初演 - ロート 役（2007年9月12日 - 17日、シアター1010）
- ミュージカル「蜘蛛女のキス」 - ヴァレンティン 役
  - 荻田浩一版初演（2007年11月2日 - 11日、東京芸術劇場中ホール / 11月16日 - 18日、梅田芸術劇場メインホール）
  - 荻田浩一版再演（2010年1月16日 - 18日、梅田芸術劇場メインホール / 1月24日 - 2月7日、東京芸術劇場）
- ミュージカル 「WILDe･BEAUTY ～オスカー・ワイルド、或いは幸せの王子～」初演 - オスカーワイルド 役（2008年3月12日 - 23日、博品館劇場）
- ミュージカル「ルドルフ 〜ザ・ラスト・キス〜」宮本亜門版 - 人形師 ヨハン・ファイファー 役（2008年5月6日 - 6月1日、帝国劇場）
- ミュージカル「回転木馬」 - ビリー 役（2009年3月19日 - 4月19日、天王洲 銀河劇場）
- ミュージカル「シラノ」初演 - クリスチャン 役（2009年5月5日 - 28日、日生劇場）
- ストレートプレイ 「ヘンリー六世」 3部作（第1部：百年戦争、第2部：敗北と混乱、第3部：薔薇戦争）- 王ヘンリー六世 役（2009年10月 - 11月、新国立劇場中劇場）
- 劇団☆新感線「薔薇とサムライ」 - シャルル・ド・ボスコーニュ 役（2010年3月18日 - 4月18日、赤坂ACTシアター / 4月27日 - 5月13日、梅田芸術劇場メインホール）
- 宝塚BOYS - 上原金蔵 役（2010年8月6日 - 9月1日、シアタークリエ / 9月4日 - 5日、兵庫県立芸術文化センター 阪急中ホール）
- ミュージカル 「エディット・ピアフ」初演 - イヴ・モンタン / テオ・サラポ 役<2役>（2011年1月20日 ‐ 2月13日、天王洲 銀河劇場 / 2月18日 - 2月20日、梅田芸術劇場シアター・ドラマシティ）
- 「ベッジ・パードン」 - グリムズビー 役（2011年6月6日 - 7月31日、世田谷パブリックシアター）
- ミュージカル「ロミオ&ジュリエット」 - ベンヴォーリオ 役（2011年9月7日 - 10月2日、赤坂ACTシアター / 10月8日‐10月20日、梅田芸術劇場メインホール）
- 彩の国シェイクスピア・シリーズ第25弾「シンベリン」 - ギデリアス 役（2012年4月2日 - 21日、彩の国さいたま芸術劇場大ホール / 4月27日 - 29日、北九州芸術劇場大ホール / 5月4日 - 8日、梅田芸術劇場シアタードラマシティ / 5月29日 - 6月2日、バービカンシアター）
- 朗読「宮沢賢治が伝えること」（2012年5月、世田谷パブリックシアター）
- ミュージカル「songs for a new world」 （2012年8月1日 - 7日、シアタークリエ / 8月12日‐13日、森ノ宮ピロティーホール / 8月14日、黒崎ひびしんホール大ホール）
- ストレートプレイ 「リチャード三世」 - リッチモンド伯ヘンリー 役（2012年10月3日 - 21日、新国立劇場 中劇場）
- 劇団☆新感線「ZIPANG PUNK〜五右衛門ロックIII」 - シャルル・ド・ボスコーニュ 役（2012年12月19日 - 2013年1月27日、東急シアターオーブ / 2月6日 - 28日、オリックス劇場）
- 音楽劇「スマイル・オブ・チャップリン」（2013年3月27日 - 28日、赤坂ACTシアター / 2013年4月6日 - 7日、森ノ宮ピロティホール）
- ミュージカル「二都物語」 - チャールズ・ダーニー 役
  - 初演（2013年7月18日 - 8月26日、帝国劇場）
  - 再演（2025年5月7日 - 31日、明治座 / 6月7日 - 12日、梅田芸術劇場 / 6月21日 - 29日、御園座 / 7月5日 - 13日、博多座）[8]
- NODA MAP第18回公演「MIWA」（2013年10月4日 - 12月10日、東京芸術劇場プレイハウス 他）
- ミュージカル「シャーロックホームズ～アンダーソン家の秘密～」 - アダム・アンダーソン / エリック・アンダーソン 役<2役>（2014年1月17日 - 19日、サンケイホールブリーゼ / 1月22日 - 2月4日、東京芸術劇場プレイハウス / 2月8日、キャナルシティ劇場 / 2月11日、松本市民芸術館　主ホール / 2月13日、愛知県芸術劇場　大ホール / 2月25日、イズミティ21 大ホール / 2月27日、岩手県民会館 大ホール）
- 「THE BIG FELLAH ビッグ・フェラー」 - マイケル 役（2014年5月 - 6月、世田谷パブリックシアター 他）
- ミュージカル「タイトル・オブ・ショウ」 - ジェフ 役（2014年8月1日 - 11日、シアタークリエ / 8月12日、名鉄ホール / 8月14日、サンケイホールブリーゼ）
- ストレートプレイ「星ノ数ホド」 - ローランド 役（2014年12月3日 - 21日、新国立劇場 小劇場 / 12月27日、兵庫県立芸術文化センター）
- ミュージカル「ボンベイドリームス」 - アカーシュ 役（2015年1月31日 - 2016年2月8日、東京国際フォーラムC / 2月14日・15日、梅田芸術劇場メインホール）
- 「デスノート The Musical」- 夜神月 役
  - 初演（2015年4月6日 - 29日、日生劇場 / 5月、愛知 / 大阪） - 柿澤勇人 とWキャスト
  - 再演（2017年6月24日 - 25日、富山 オーバードホール / 7月21日 - 23日、台湾（台中） / 8月19日 - 21日、梅田芸術劇場メインホール / 9月2日 - 24日、新国立劇場中劇場） - 柿澤勇人 とWキャスト
  - 再々々演（2025年11月24日 - 12月14日〈予定〉、東京建物 Brillia HALL / 12月20日 - 23日〈予定〉、SkyシアターMBS / 2026年1月10日 - 12日〈予定〉、愛知県芸術劇場 大ホール / 1月17日・18日〈予定〉、福岡市民ホール 大ホール / 1月24日・25日〈予定〉、岡山芸術創造劇場ハレノワ 大劇場） - 死神リューク 役[9][10]
- ストレートプレイ「トロイラスとクレシダ」 - トロイラス 役（2015年7月 - 8月、世田谷パブリックシアター / 兵庫県立芸術文化センター ほか）
- ストレートプレイ「アルカディア」 - ヴァレンタイン 役（2016年4月、Bunkamuraシアターコクーン / 5月、森ノ宮ピロティホール）[11]
- ストレートプレイ「あわれ彼女は娼婦」 - ジョヴァンニ 役（2016年6月、新国立劇場 中劇場）
- ミュージカル「王家の紋章」 - メンフィス 役
  - 初演（2016年8月5日 - 27日、帝国劇場）
  - 再演（2017年4月8日 - 5月7日、帝国劇場 / 5月13日 - 31日、梅田芸術劇場メインホール）
  - 再再演（2021年8月5日 - 28日、帝国劇場 / 9月4日 - 26日、博多座）- 海宝直人 とWキャスト
- ストレートプレイ「ヘンリー四世 第一部 -混沌-・第二部 -戴冠-」 - ハル王子 役（2016年11月26日 - 12月22日、新国立劇場 中劇場）[12]
- ミュージカル「ビッグ・フィッシュ」 - ウィル・ブルーム 役
  - 初演（2017年2月7日 - 28日、日生劇場）
  - 再演（2019年11月1日 - 28日、シアタークリエ / 12月7日 - 8日、刈谷市総合文化センターアイリス / 12月12日 - 15日、兵庫県立芸術文化センター阪急中ホール）
- 「ペール・ギュント」 - ペール・ギュント 役（2017年12月6日 - 24日、世田谷パブリックシアター / 12月30日 - 31日、兵庫県立芸術文化センター阪急中ホール）
- ミュージカル「ブロードウェイと銃弾」 - デビッド 役（2018年2月7日 - 28日、日生劇場 / 3月5日 - 20日、梅田芸術劇場メインホール / 3月24日 - 4月1日、博多座） - 城田優 とW主演
- ストレートプレイ「ヘンリー五世」 - 王ヘンリー五世 役（2018年5月17日 - 6月3日、新国立劇場 中劇場）
- ミュージカル「ゴースト」- サム・ウィート 役
  - 初演（2018年8月5日 - 31日、シアタークリエ / 9月8日 - 10日、サンケイホールブリーゼ / 9月15日 - 16日、久留米シティプラザ ザ・グランドホール / 9月22日 - 23日、刈谷市総合文化センター アイリス）
  - 再演（2021年3月5日 - 23日、シアタークリエ / 4月4日、愛知県芸術劇場大ホール / 4月9日 - 11日、新歌舞伎座）
- 劇団☆新感線「メタルマクベスdisc3」 - ランダムスター / マクベス浦井 役（2018年11月9日 - 12月31日、IHIステージアラウンド東京）
- ミュージカル「笑う男 The Eternal Love -永遠の愛-」- グウィンプレン 役
  - 初演（2019年4月9日 - 29日、日生劇場 / 5月3日 - 6日、御園座 / 5月10日 - 12日、新川文化ホール / 5月16日 - 19日、梅田芸術劇場メインホール / 5月25日 - 26日、北九州ソレイユホール）
  - 再演（2022年2月3日 - 9日、2月10日 - 19日、帝国劇場 / 3月11日 - 13日、梅田芸術劇場メインホール / 3月18日 - 28日、博多座）※2月3日から9日までの公演は新型コロナウイルスの影響で中止になりました
- ミュージカル「ヘドウィグ・アンド・アングリーインチ」 - ヘドウィグ 役（2019年8月31日 - 9月8日、EX THEATER ROPPONGI / 9月11日 - 12日、福岡Zepp Fukuoka / 9月14日 - 16日、名古屋Zepp Nagoya / 9月20日 - 23日、大阪Zepp Namba ）
- 祝祭音楽劇「天保十二年のシェイクスピア」 - きじるしの王次 役（2020年2月8日 - 29日、日生劇場 / 3月5日 - 10日、梅田芸術劇場メインホール）※新型コロナウイルス感染防止のため地方公演中止
- ミュージカル「ウエスト・サイド・ストーリー Season3」 - トニー 役（2020年4月1日 - 5月31日、IHIステージアラウンド東京） - 柿澤勇人 とWキャスト ※新型コロナウイルス感染防止のため全公演中止
- ミュージカル「メイビー、ハッピーエンディング」 - オリバー 役（2020年8月11日 - 30日、シアタークリエ）
- ストレートプレイ「リチャード二世」 - ヘンリー・ボリングブルック 役（2020年10月2日 - 25日、新国立劇場 中劇場）
- 「オトコ・フタリ」 - 須藤冬馬 役（2020年12月12日 - 30日、シアタークリエ / 2021年1月15日 - 17日、梅田芸術劇場シアター・ドラマシティ / 1月22日 - 23日、刈谷市総合文化センターアイリス大ホール）
- 愛するとき 死するとき（2021年11月14日 - 12月5日、シアタートラム / 12月8日、日本特殊陶業市民会館ビレッジホール / 12月11 - 12日、兵庫県立芸術文化センター 阪急 中ホール）[13]
- ミュージカル「ガイズ＆ドールズ」 - ネイサン・デトロイト 役（2022年6月9日 - 19日、21・22日、23 - 25日、26日 - 7月9日、帝国劇場 / 7月16日 - 19日、20日、21日 - 29日、博多座）[14][15][16]※公演の一部は新型コロナウイルスの影響で中止になりました
- ミュージカル「COLOR」 - ぼく／大切な人たち 役（2022年9月5日 - 25日、新国立劇場 小劇場 / 9月28日 - 10月2日、サンケイホールブリーゼ、10月9 - 10日、ウインクあいち 大ホール）[17] - 成河 とWキャスト
- 朗読劇「真白の恋」～世界で最も美しい湾 - 油井景一 役（2022年11月3日 - 5日、東京・NEW PIER HALL / 11月26日、富山・氷見市芸術文化館）- 廣瀬智紀 とWキャスト[18]
- ミュージカル「キングアーサー」 - アーサー 役（2023年1月12日 - 15日、1月17日 - 2月5日、新国立劇場 中劇場 / 2月11日・12日、高崎芸術劇場 大劇場 / 2月24日 - 26日、兵庫県立芸術文化センター KOBELCO 大ホール / 3月4日・5日、刈谷市総合文化センター アイリス 大ホール）[19][20] ※公演の一部は新型コロナウイルスの影響で中止になりました
- 朗読音楽劇「THE STORIES ～グリム童話 ラプンツェル～」（2023年3月25日、よみうり大手町ホール）
- 「家族モドキ」（2023年7月26日 - 8月13日、シアタークリエ / 8月18日 - 20日、サンケイホールブリーゼ / 8月24日、刈谷市総合文化センターアイリス大ホール）[21]
- 「尺には尺を」「終わりよければすべてよし」交互上演（2023年10月18日 - 11月19日、新国立劇場 中劇場）[22]
- ミュージカル「カム フロム アウェイ」 - ケビンT 役 他（2024年3月、日生劇場 / 大阪・愛知・福岡・熊本）[23][24]
- ミュージカル「モンパルナスの奇跡〜孤高の画家モディリアーニ〜」 - モディリアーニ 役（2024年6月15日 - 23日、よみうり大手町ホール）[25][26]
- ミュージカル「ファンレター」 - キム・ヘジン 役（2024年9月9日 - 30日、シアタークリエ / 10月、兵庫県立芸術文化センター 阪急中ホール）[27]
- 「天保十二年のシェイクスピア」 - 佐渡の三世次 役（2024年12月9日 - 29日、日生劇場 / 2025年1月5日 - 7日、梅田芸術劇場 / 2025年1月11日 - 13日、博多座 / 2025年1月18日・19日、オーバード・ホール / 2025年1月25日・26日、愛知県芸術劇場）[28][29]
- ミュージカル「ある男」 - 弁護士・城戸章良 役（2025年8月4日 - 17日〈予定〉、東京建物 Brillia HALL / 8月23日・24日〈予定〉、広島文化学園HBGホール / 8月30日・31日〈予定〉、東海市芸術劇場 大ホール / 9月6日・7日〈予定〉、福岡市民ホール 大ホール / 9月12日 - 15日〈予定〉、SkyシアターMBS）[30][31]
- ミュージカル「破果」（2026年3月 - 4月〈予定〉、東京・⼤阪・福岡）[32]

### 人形劇
- シャーロック ホームズ（2014年、NHK） - アーサー・モースタン 役

### ゲーム
- 仮面ライダーバトル ガンバライジング（2020年、アーケード） - ン・ダグバ・ゼバ 役[33]
- 仮面ライダーバトル ガンバレジェンズ（2023年、アーケード） - ン・ダグバ・ゼバ 役

### コンサート・ライブ・イベント
- “次世代ミュージカルスター育成プロジェクト”Broadway Gala Concert 2007（2007年1月6日 - 7日、青山劇場）
- CHESS in Concert（2012年1月26日 - 1月29日、青山劇場・2月10日 - 2月12日、梅田芸術劇場メインホール） - アービター 役

- KENJI URAI 15th Anniversary Concert 〜Wonderland〜（2016年9月29日、東京国際フォーラムホールA）[34]
  - 浦井健治 20th Anniversary Live（2021年4月20日、東京国際フォーラムホールA）
- デスノート THE CONCERT（2017年3月4日 - 5日、赤坂ACTシアター ・ 2017年3月11日、梅田芸術劇場メインホール）
- シアタークリエ10周年記念コンサート『TENTH』（2018年1月4日 19：00公演、シアタークリエ）
- イベント福田雄一×井上芳雄「グリーン&ブラックス 公開ゲネプロ」（2018年9月5日、東京・メルパルクホール）
- みずほフィナンシャルグループ 第30回 成人の日コンサート（2019年1月14日、サントリーホール　大ホール）
  - みずほフィナンシャルグループ 第32回 成人の日コンサート（2021年1月11日、サントリーホール）
  - みずほフィナンシャルグループ 第33回 成人の日コンサート（2022年1月10日、サントリーホール）
- 中島みゆきリスペクトライブ2019 歌縁 in 中野サンプラザ（2019年1月31日、東京・中野サンプラザ）
- 山口祐一郎トークショー『My Story -素敵な仲間たち-』（2020年9月17日、帝国劇場） - ゲスト出演
- 「井上芳雄 by MYSELF スペシャルライブ」20th Anniversary Live Tour（2021年4月24日、松戸 森のホール21） - スペシャルゲスト出演
- Concert「GREATEST HITS from Musical Movies」（2021年5月15 ・ 16日、東急シアターオーブ）
- NHK「世界ふれあい街歩きコンサート」（2021年5月26 ・ 27日、東京国際フォーラムホールC）
- 「望海風斗 20th Anniversary ドラマティックコンサート『Look at Me』」（2022年11月10日・11日、梅田芸術劇場 メインホール） - ゲスト出演[35]
- バラエティショー「THE PARTY in PARCO劇場～VARIETY SHOW & MY FAVORITE SONGS～」（2022年11月13日・20日、東京・PARCO劇場） - 日替わりゲスト[36]
- 「Japan Musical Festival 2022 Winter Season」（2022年12月27日、東京・Bunkamura オーチャードホール） - 日替わりゲスト[37]
- 「浦井健治 Live Tour 2023～VARIOUS～」(2023年5月21日、東京・LINE CUBE SHIBUYA / 6月2日・3日、大阪府 サンケイホールブリーゼ)
- 「ドリーム・キャラバン 2023 with シンフォニック・ジャズ・オーケストラ」（2024年1月14日、新潟市民芸術文化会館）[38]
- CONCERT「THE BEST New HISTORY COMING」（2025年2月14日 - 28日、帝国劇場）[39]

## 書籍

### 写真集
- 『彼方へ』（2006年8月2日発売、シアターガイド）ISBN 4861133513

### オーディオブック
- オーディブル『スクラップ・アンド・ビルド』朗読（2016年7月20日、Amazon.com） - 朗読 [40]

## ディスコグラフィー
※ StarSの作品は「StarS」を参照。

### アルバム
|     | 発売日        | タイトル   | 補足 |
| --- | ------------- | ---------- | ---- |
| 1st | 2016年8月3日  | Wonderland |      |
| 2nd | 2021年3月24日 | Piece      |      |
| 3rd | 2023年3月15日 | VARIOUS    |      |

### 公演CD
- 『エリザベート』2004年東宝公演ハイライト・ライヴ録音盤（内野聖陽ver. ）
- 『シンデレラ・ストーリー』
- 『アルジャーノンに花束を』（2006年 - CD1枚組 / 2014年 - CD2枚組）
- 『ダンス・オブ・ヴァンパイア』ハイライト・ライヴ録音盤（CD2枚組）
- 『WILDe BEAUTY』
- 『ロミオ&ジュリエット』ハイライト・ライブ録音盤（城田優ver. / 山崎育三郎ver.）
- 『Death Note The Musical』2015年公演ハイライト・ライヴ録音盤（浦井健治ver.）
- 『笑う男 The Eternal Love -永遠の愛-』2019年公演ハイライト・ライヴ録音盤

### DVD
- 『彼方へ』（2006年8月2日発売）

公演DVD
- 『薔薇とサムライ』
- 『宝塚BOYS』
- 『ZIPANG PUNK〜五右衛門ロックIII』
- 『シンベリン』
- 『シャーロックホームズ アンダーソン家の秘密』
- 『王家の紋章 』2017年公演本編ＤＶＤ（２枚組）、特典映像ＤＶＤ（１枚組）（Ra<太陽の神>バージョン / Hapi<ナイルの神>バージョン）